# Württembergische Train-Abteilung Nr. 13

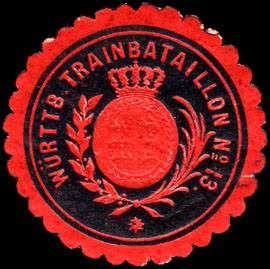
Siegelmarke Württembergisches Trainbataillon No. 13

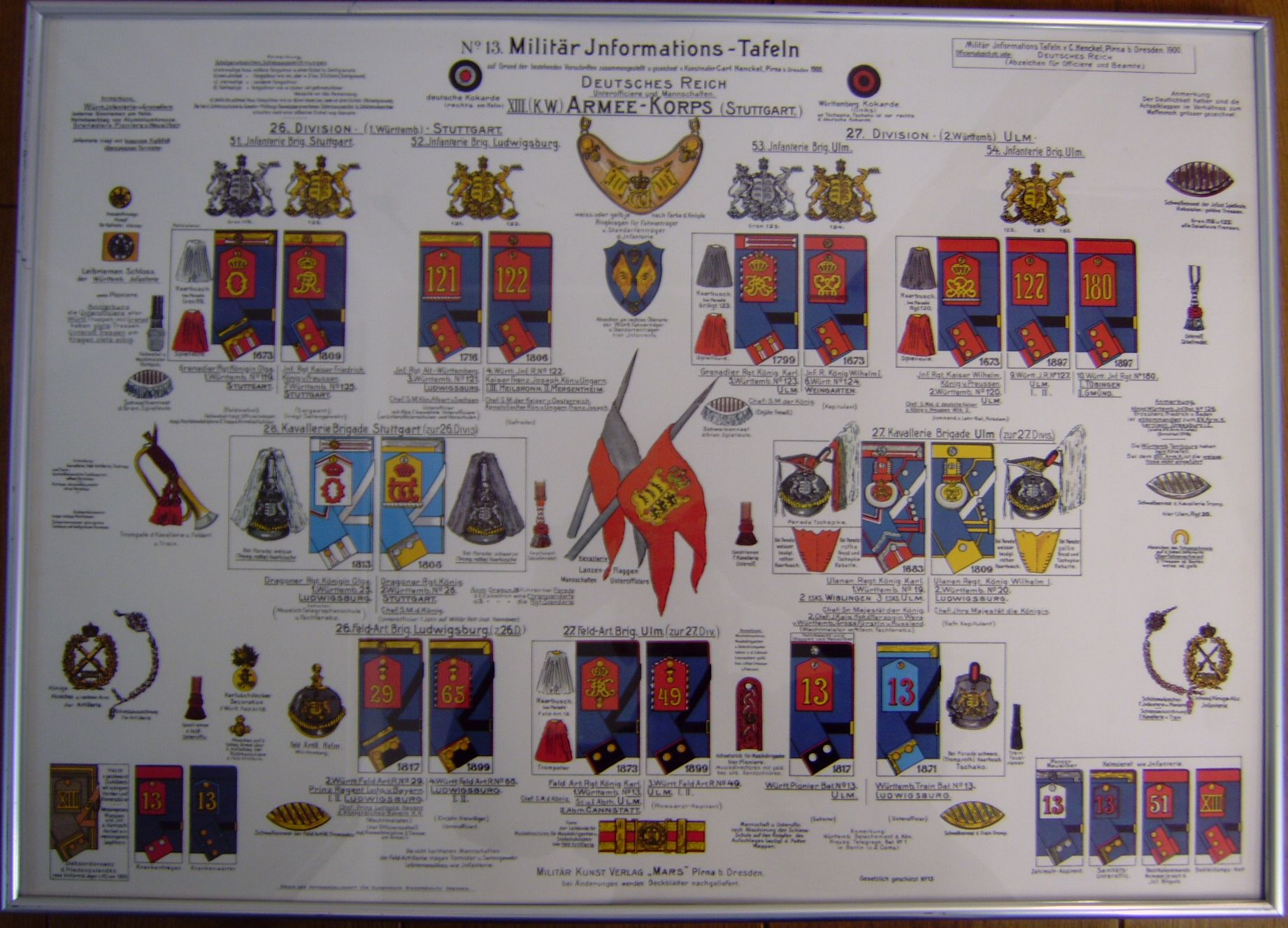
Truppenteile des XIII. Armee-Korps

Die Württembergische Train-Abteilung Nr. 13 war die Train-Abteilung des XIII. Armee-Korps der württembergischen Armee. 

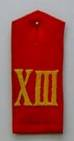
Achselklappen des XIII. Armee-Korps

## Geschichte
Aufgabe des Heeresfuhrwesens, für das in Württemberg zu Anfang des 19. Jahrhunderts die Bezeichnung Train aufkam, war die Bespannung für die Fahrzeuge der Truppe für die Proviant-, Sanitäts- und Munitionswagen bereitzustellen und damit die Versorgung der kämpfenden Truppe zu gewährleisten.
Zunächst Teil der Artillerie, wurde der Train 1855 ein selbständiger Truppenteil, aus dem 1871 das Württ. Train-Bataillon Nr. 13 gebildet wurde. Die mit dem Trainbataillon verbundenen Traindepots wurden 1912 organisatorisch selbständig und das Bataillon am 1. April 1914 in Württ. Train-Abteilung Nr. 13 umbenannt.
Im Ersten Weltkrieg erfuhr der Train schnell wachsende Bedeutung. Durch zahlreiche Neuaufstellungen und Umorganisationen erwuchsen aus den vier 1914 bestehenden Eskadronen der Trainabteilung im Laufe des Krieges 134 Kolonnen und andere Traineinheiten.
Die Ausbildung des Ersatzes oblag nach Kriegsausbruch zunächst der Württ. Train-Ersatz-Abteilung Nr. 13 in Ludwigsburg. Ab 1915 wurde hinter der Front das Württ. Train-Rekrutendepot Nr. 3 errichtet, das den Nachersatz aus der Ersatzabteilung unter kriegsmäßigen Bedingungen vervollständigte.
Der Verband unterstand dem Kommandeur der 26. Feldartillerie-Brigade (1. Königlich Württembergische) der 26. Division (1. Königlich Württembergische), der die Befugnisse eines Train-Inspekteurs und des Kommandeurs des Trains ausübte und in dieser Funktion dem Kommandierenden General direkt unterstellt war. Friedensstandort war Ludwigsburg.
Die Tradition der Abteilung übernahm in der Reichswehr die 4. Eskadron der 5. Fahr-Abteilung in Ludwigsburg.